# 一志站

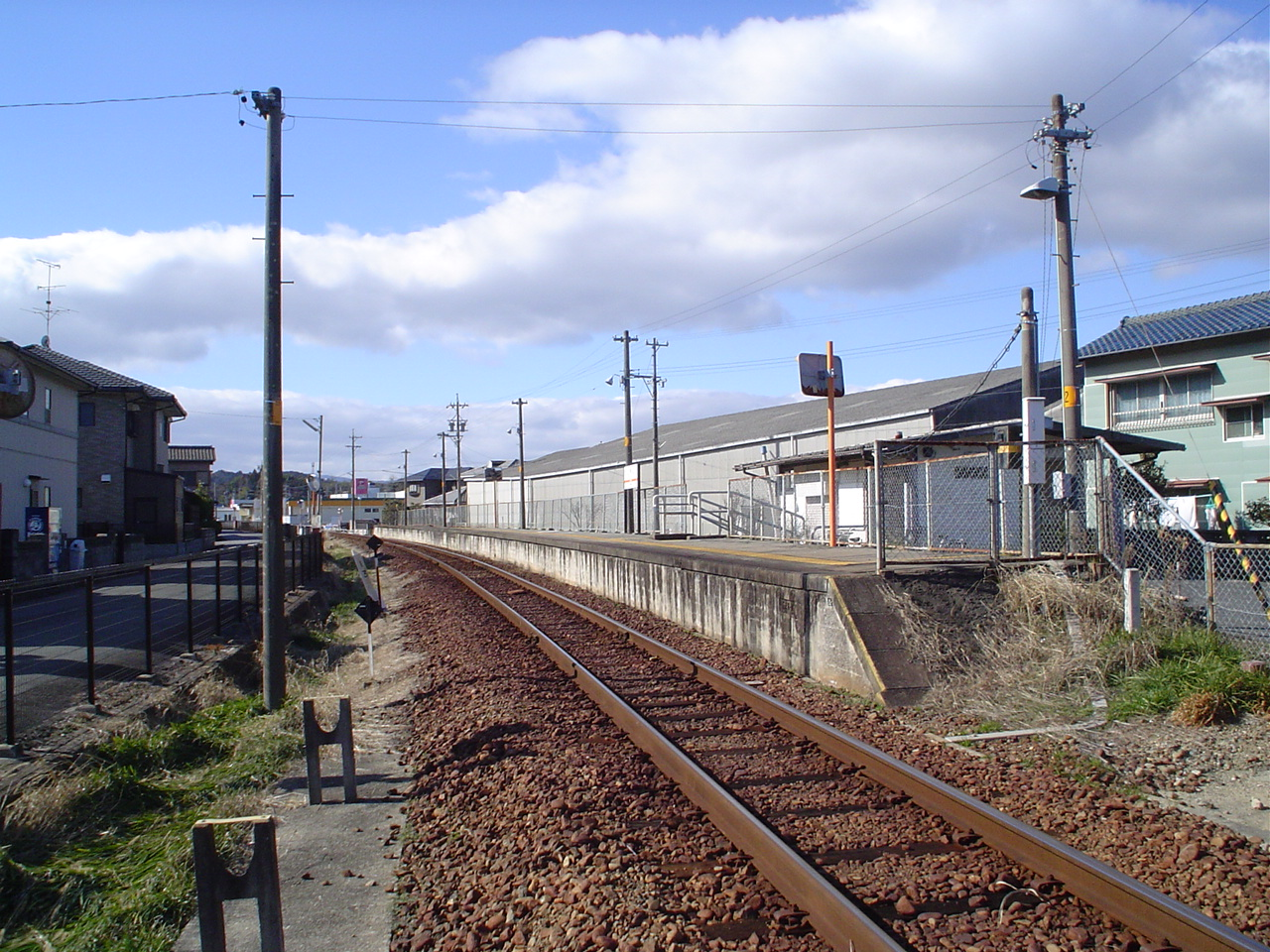
月台（2009年2月）

一志站（日语：／ Ichishi eki */?）是位於三重縣津市一志町八太，東海旅客鐵道（JR東海）的名松線車站。

## 歷史
- 1938年（昭和13年）1月20日 - 伊勢田尻站（日语：／）啟用[1][2]。當時為旅客車站[2]。
  - 當初，參宮線津至山田之間以及名松線各站的乘客可使用此站[2]。
- 1947年（昭和22年）10月1日 - 廢除乘客上落制限，此站開設起卸行李業務[4]。
- 1968年（昭和43年）10月1日 - 車站向松阪站一方遷移0.3公里，並改名為一志站[1][2]。同時新建了新車站大樓。
- 1984年（昭和59年）2月1日 - 終止起卸行李業務[2]。
- 1986年（昭和61年）4月1日 - 成為無人車站[3]。
- 1987年（昭和62年）4月1日 - 伴隨國鐵分割民營化，車站由東海旅客鐵道（JR東海）營運[1][2]。

## 車站構造
車站是一座地面車站，設有1面1線的單式月台。月台位於路軌北邊。
此站是由松阪站管理的無人車站。此站設有簡易車站大樓。在國鐵分割民營化前，此站曾經為業務委託車站。當時車站大樓內可購買車票。
從此站向北方步行約150米（步行2分鐘）可到達近畿日本鐵道（近鐵）大阪線川合高岡站。

## 利用狀況
根據「三重縣統計書」，以下為1日平均乘車人次列表：
| 年度   | 1日平均 乘車人次 |
| ------ | ---------------- |
| 1998年 | 98               |
| 1999年 | 94               |
| 2000年 | 101              |
| 2001年 | 117              |
| 2002年 | 117              |
| 2003年 | 108              |
| 2004年 | 114              |
| 2005年 | 108              |
| 2006年 | 97               |
| 2007年 | 93               |
| 2008年 | 90               |
| 2009年 | 81               |
| 2010年 | 69               |
| 2011年 | 56               |
| 2012年 | 64               |
| 2013年 | 77               |
| 2014年 | 70               |
| 2015年 | 77               |
| 2016年 | 86               |
| 2017年 | 91               |
| 2018年 | 97               |
| 2019年 | 109              |

## 車站周邊
- 近畿日本鐵道 川合高岡站
- 津市政廳一志綜合分所
- 津市一志圖書館（日语：津市図書館）
- 一志溫泉
- 津市立一志西小學
- 津市立一志中學（日语：津市立一志中学校）

## 巴士路線
最近的巴士站是三重交通川合高岡巴士站。由於停靠該處的巴士站是前往竹原方向的並行路線，因此轉乘意義不大。
- [11][12]前往久居站、[11]前往三重中央醫療中心（日语：国立病院機構）
  - 所有班次可於久居站巴士站轉乘前往三重會館（日语：三重会館）和津站。
- [11]前往室之口
- [12]前往竹原

## 相鄰車站
東海旅客鐵道（JR東海）
名松線
伊勢八太－一志－井關

## 注腳
1. 1 2 3 4  曾根悟（監修）. 朝日新聞出版分冊百科編集部（編集） , 编. . 週刊朝日百科. 25号 紀勢本線・参宮線・名松線. 朝日新聞出版. 2010-01-10: 26-27 （日语）.
2. 1 2 3 4 5 6 7  石野哲（編）. . JTB. 1998: 383. ISBN 978-4-533-02980-6 （日语）.
3. 1 2  . 鐵道公報 (日本國有鐵道總裁室文書課). 1986-03-29: 4 （日语）.
4. ↑  「運輸省告示第248号」『官報』1947年9月27日（國立國會圖書館數碼化收藏）
5. ↑  三重県統計書 （页面存档备份，存于） - 三重県